# Groffliers
Groffliers ist eine französische Gemeinde mit 1.478 Einwohnern (Stand: 1. Januar 2022) im Département Pas-de-Calais in der Region Hauts-de-France. Sie gehört zum Arrondissement Montreuil und zum Kanton Berck.

## Geografie
Die Gemeinde Groffliers liegt in der Landschaft Marquenterre am Ästuar des Flusses Authie in den Ärmelkanal (Opalküste), drei Kilometer südöstlich der Küstenstadt Berck. Umgeben wird Groffliers von den Nachbargemeinden Berck im Norden, Verton im Nordosten, Waben im Osten, Quend im Süden sowie Fort-Mahon-Plage im Süden und Südwesten.

## Bevölkerungsentwicklung
| Jahr                       | 1962 | 1968 | 1975 | 1982 | 1990 | 1999 | 2006 | 2013 | 2022 |
| -------------------------- | ---- | ---- | ---- | ---- | ---- | ---- | ---- | ---- | ---- |
| Einwohner                  | 467  | 477  | 673  | 980  | 1324 | 1422 | 1479 | 1463 | 1478 |
| Quellen: Cassini und INSEE |      |      |      |      |      |      |      |      |      |

## Sehenswürdigkeiten

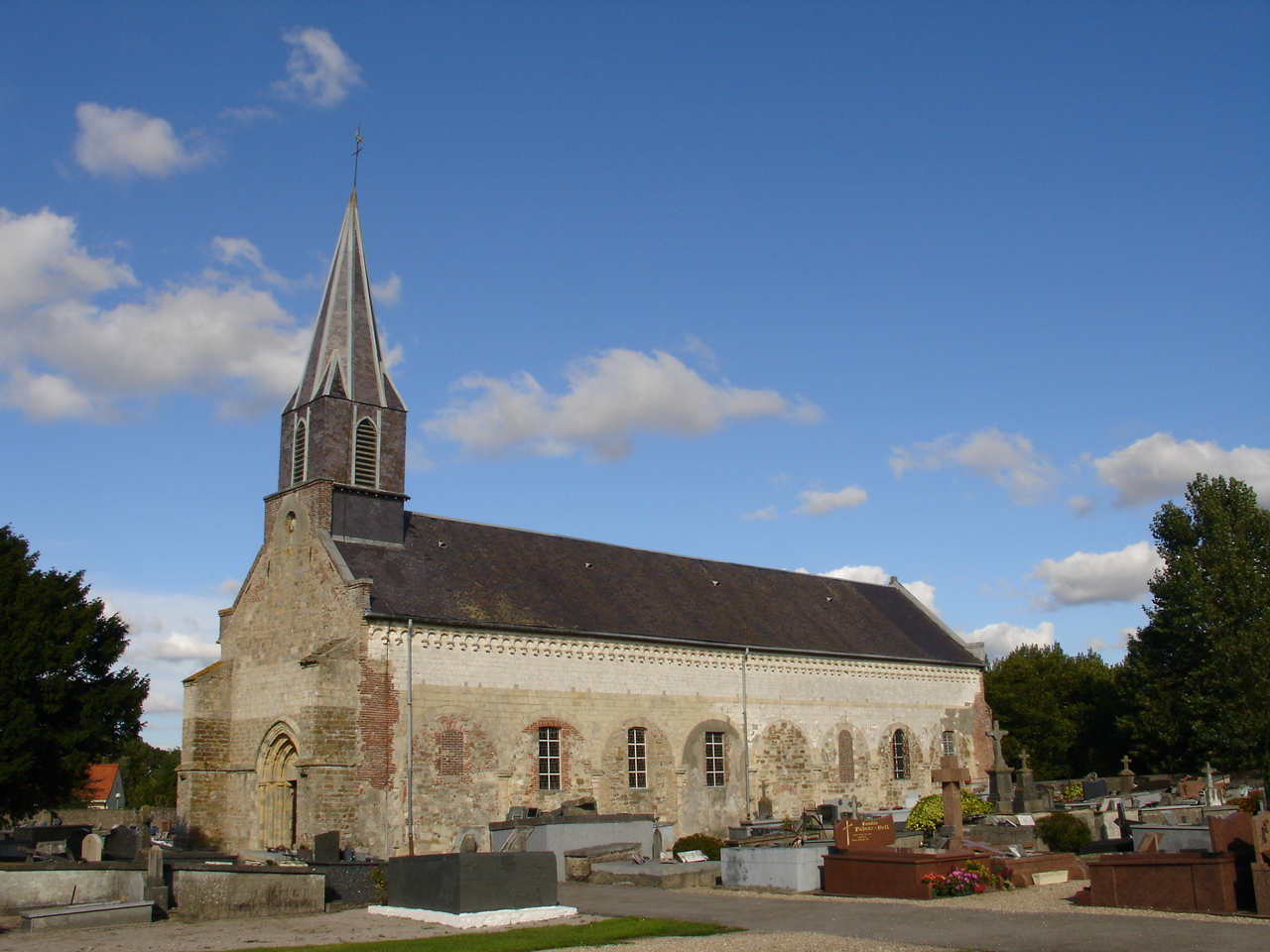
Kirche Saint-Martin

- Kirche Saint-Martin aus dem 12. Jahrhundert, seit 1926 Monument historique